# Права человека в Габоне
Габон, или Габонская Республика, — суверенное государство, расположенное в Центральной Африке вдоль побережья Атлантического океана. Габон получил независимость от Франции в 1960 году.    
Права человека — это права, которые присущи и универсальны для всех людей. Типичные права человека включают свободу слова, свободу от рабства, право на жизнь. Эти и другие права человека включены во Всеобщую Декларацию прав человека, принятую Организацией Объединённых Наций, участником которой является Габонская Республика. Габон подписал несколько международных Конвенций, таких как:   
▪ Международный пакт о гражданских и политических правах;
▪ Международный пакт об экономических, социальных и культурных правах;   
▪ Международную конвенцию о ликвидации всех форм расовой дискриминации;                                                
▪ Конвенцию о ликвидации всех форм дискриминации в отношении женщин;           
▪ Конвенция Организации Объединённых Наций против пыток;                                         
▪ Конвенция о правах ребёнка;                     
▪ Международная конвенция о защите прав всех трудящихся-мигрантов и членов их семей;                                                              
▪ Конвенция о правах лиц с инвалидностью.
Однако, несмотря на то, что Габон ратифицировал многие из этих Конвенций, в государстве все ещё существуют проблемы с правами человека, такие как торговля людьми, отсутствие политической свободы и другое.
Политическая свобода является одним из основных прав человека во всех обществах и странах, поскольку она помогает защищать демократические системы. За отсутствие прозрачности политических систем, правительство Габона подверглось критике со стороны многочисленных неправительственных организаций, таких как Freedom House и иностранных правительственных органов, особенно Государственного Департамента США.

## Обзор
Согласно Freedom House, статус свободы Габона остается «несвободным». Freedom House предлагает рейтинг от 1 до 7 различных типов свобод, где 1 — самая свободная, а 7 — наименее свободная. Рейтинг политических прав Габона составляет 7/7, это самый низкий рейтинг, в то время как его рейтинг гражданских свобод составляет 5/7, что дает рейтинг свободы 6/7. Комбинация этих баллов дает общий балл 23/100, где 0 — самый низкий балл.

## Политическая свобода
После обретения независимости от Франции в 1960 году Габон стал демократическим государством, в котором проводятся политические выборы. Многопартийная система также была введена в 1990-х годах для поощрения прозрачности политических систем. Однако имела место политическая коррупция, связанная с разделением властей. В Габоне исполнительная ветвь власти контролирует судебную ветвь власти, что позволяет президенту Али Бонго Ондимба автократию. Это означает, что президент может свободно назначать и увольнять судей, что нарушает право на справедливое судебное разбирательство. Лидер оппозиции Бертран Зиби Абеге, проводивший в 2016 году кампанию против президентства Бонго, был арестован в августе и оставался в тюрьме до конца 2017 года Среди других политических заключенных были участники мирных протестов и Ален Джалли, который был помощником Пинга, другого лидера оппозиции. Во время его президентства избирательные и законодательные процессы откладывались неоднократно. Выборы в Национальное собрание переносились дважды, с декабря 2016 года на июль 2017 года на апрель 2018 года Свобода собраний ограничена, поскольку правительство отказывает в разрешении на собрания и часто арестовывает лиц, которые мирно протестуют и сдерживают демонстрации с помощью слезоточивого газа. Парламент ещё больше ограничил свободу собраний путем принятия закона, который возлагает на организаторов ответственность за правонарушения, совершенные во время мирных протестов. Власти часто применяют смертоносную силу против политических оппонентов и протестующих.

## Свобода прессы
Несмотря на отсутствие цензуры в СМИ, свобода прессы ограничена, поскольку СМИ, критикующие правительство, часто сталкиваются с правовыми последствиями. Национальный коммуникационный совет Габона часто отслеживает и обвиняет СМИ, журналистов и отдельных репортеров в клевете. В 2016 году газета Les Echos du Nord столкнулась с судебными последствиями в виде двухмесячной приостановки работы после критики в отношении непрозрачности избирательного процесса. Les Echos du Nord снова был приостановлен во второй раз из-за критики покупки роскошного автомобиля вице-президентом Пьером Клавером Маганга Муссау, а журналист Юлдас Бивига и профсоюзный лидер Марсель Либама были арестованы за разоблачение в радиоинтервью злоупотреблений судебной власти. Интернет-активист-блогер Ландри Амианг Вашингтон был приговорен к тюремному заключению с 2016 по 2017 год на основании аналогичных обвинений.

## Пытки и другие жестокие и унижающие достоинство виды обращения и наказания
Несмотря на то, что конституция Габона запрещает унижающие достоинство виды обращения и наказания и произвольные аресты и задержания, в стране они часто практикуются. После ареста и задержания Джулдаса Бивига и Марселя Либамы, оба были жестоко избиты охранниками, получив травмы по всему телу. После этого Юлдаса Бивигу пришлось госпитализировать. Лидер оппозиции Бетранд Зби Абеге сообщил, что сотрудники тюрьмы жестоко избивали его дубинками и электрическими кабелями. Беженцы также часто подвергаются такому обращению: солдаты и полиция часто унижают их, приказывая им раздеваться и совершать непристойные действия на публике. Беженцы также подвергаются преследованиям со стороны органов государственной безопасности, вымогательству и избиениям, если у них нет действительных документов. Заключенные часто не имеют элементарных санитарных условий и доступа к медицинской помощи. Поступали сообщения о сексуальной эксплуатации в отношении 20 различных габонских миротворцев.

## Торговля людьми
Торговля людьми нарушает множество прав человека, так как ведет к сексуальной эксплуатации, рабству, извлечению органов, детскому труду и домашнему подневольному состоянию, которые присутствуют в Габоне. Сообщается, что Габон является транзитной страной торговцев людьми для других соседних стран из Западной и Центральной Африки. Акт о защите жертв торговли людьми (The Trafficking Victims Protection Act) — это критерий, установленный Конгрессом США для оценки уровня приверженности правительств решению проблемы современного рабства. Государственный департамент США присвоил правительству Габона самый низкий рейтинг, уровень 3, хотя ранее он находился на уровне 2. Это связано с тем, что Габон, как утверждается, не прилагает минимальных усилий для выполнения требований Акта о защите жертв торговли людьми. Некоторые законодательные меры оказались недостаточными, поскольку они не предусматривали прямую уголовную ответственность за все формы торговли людьми. Правительство Габона также не приняло поправку, внесенную в 2013 году в закон 09/04, который прямо криминализирует торговлю взрослыми людьми в целях сексуальной эксплуатации. В течение 2011—2016 годов в судах не было рассмотрено ни одного дела с торговцем людьми, привлеченного к ответственности через правоохранительные органы. Жертвы торговли людьми имеют возможность подать гражданский иск против торговцев людьми, однако не известен ни один случай, когда это имело место. Также были сообщения о том, что судьи получали взятки от торговцев людьми, чтобы закрыть или многократно откладывать дела о торговле людьми. Сообщалось, что в 2016 году габонский дипломат в Соединенном Королевстве эксплуатировал работника в подневольном состоянии. Нет финансируемых государством неправительственных организаций, которые бы предоставляли какие-либо социальные услуги взрослым жертвам, также отсутствует сотрудничество с иностранными правоохранительными органами по делам о транснациональной и международной торговле людьми.

## Торговля детьми
Торговля детьми в современном Габоне состоит в основном из принудительного труда, хотя все ещё имеют место случаи использования детей-солдат и коммерческой сексуальной эксплуатации. Около 19,6 % рабочей силы занято принудительным детским трудом. Правительство Габона отреагировало на эти проблемы законодательными мерами, например, в 1990 году была подписана Конвенции о правах ребёнка, а затем ратифицирована в 1994 году Уменьшилась приверженность решению проблемы торговли детьми. Несмотря на то, что правительство разработало пятилетний план, сосредоточенный на проблеме торговли детьми, Габон его не реализовал. Комитету по торговле детьми также не хватало финансирования, что привело к неспособности расследовать связанные с этим вопросы. Наказания за детский труд ниже международных стандартов. Эти наказания включают максимальный штраф в размере 20 миллионов центральноафриканских франков, что составляет около 35.220 долларов США, и максимальное тюремное заключение сроком на 6 месяцев. Запрещение торговли детьми на законодательном уровне также ниже международных стандартов, поскольку вопросы, касающиеся коммерческой сексуальной эксплуатации детей, не запрещены полностью. Порнографические материалы, касающиеся детей, также полностью не криминализированы законом Однако правительство активизировало усилия по защите детей-жертв. В 2018 году было выявлено 65 детей-жертв. Пострадавшим оказывалась медицинская, юридическая и психологическая помощь в приютах, предоставляемых неправительственными организациями, финансируемыми правительством. Однако, несмотря на эти усилия, государственное финансирование этих неправительственных организаций в 2017 году сократилось, что привело к недостаточному предоставлению жилья для жертв и снижению качества социальных услуг.

## Бедность
Габон подписал Международный пакт об экономических, социальных и культурных правах 16 декабря 1966 г., ратифицировал его 3 января 1976 г. Габон имеет индекс ИЧР ниже среднего — 0,702 в 2017 году, ставя Габон 110 из 186 стран. В Габоне также средний коэффициент неравенства Джини 42,2. ВВП на душу населения в Габоне в 4 раза выше, чем в большинстве африканских стран и составляет 7413,8 доллара США несмотря на то, что 15,2 % от общей занятости получают менее 3,10 доллара в день, что ниже уровня работающих бедных. Это связано с высоким уровнем неравенства, отраженным в коэффициенте Джини, и его зависимостью от экспорта нефти, на который приходится 80 % экспорта Габона, но только 5 % занятости. Уровень бедности составлял 32,7 % в 2005 году и увеличился до 33,4 % в 2017 году, в то время как 13,2 % населения по-прежнему живут в крайней бедности. Общий уровень безработицы в Габоне составляет 20 %, в то время как безработица среди молодежи особенно высока на уровне 35,7 %.

## Здравоохранение
В Габоне также высокий уровень детской смертности из-за недоедания в возрасте до 5 лет — 17 %. Правительство Габона отреагировало на этот вопрос, ратифицировав Международный свод правил по сбыту заменителей грудного молока, чтобы способствовать грудному вскармливанию по сравнению с другими формами вскармливания младенцев. Это, в первую очередь, осуществляется посредством регулирования практики маркетинга и предоставления информации, стимулирующей матерей кормить грудью. Однако введенное правительством социальное медицинское страхование, известное как Caisse Nationale D’assurance Maladie et de Garantie Sociale (CNAMGS), принесло пользу всем социально-экономическим группам. Малярия также является постоянной проблемой в Габоне. Это связано с тем, что менее 50 % населения имеют доступ к долговечным москитным сеткам и спреям для остаточного действия в помещениях, которые предотвращают распространение малярии. Причиной этому считают тот факт, что Габон не имеет права на поддержку Глобального фонда из-за нехватки международного финансирования, которое обеспечивает долговечные москитные сетки и спреи.